# لنولا
لنولا (به ایتالیایی: Lenola) یک کومونه در ایتالیا است که در استان لاتینا واقع شده‌است.

## خصوصیات
لنولا ۴۵ کیلومترمربع مساحت و ۴٬۱۹۵ نفر جمعیت دارد و ۴۲۵ متر بالاتر از سطح دریا واقع شده‌است.